# Oekraïne
Oekraïne (Oekraïens: Україна) is een land in Oost-Europa met 44,32 miljoen inwoners met als hoofdstad Kiev (Kyiv). Het land grenst in het noordoosten en oosten aan Rusland, in het noordwesten aan Wit-Rusland, in het westen aan Polen, Slowakije en Hongarije en in het zuidwesten aan Roemenië en Moldavië. Verder grenst het in het zuiden aan de Zwarte Zee en in het zuidoosten aan de Zee van Azov. Oekraïne is qua landoppervlakte het grootste land dat volledig in Europa ligt en is na Rusland het grootste land van Europa. Etnische Russen vormen ongeveer een zesde van de Oekraïense bevolking, maar door de russificatie werd het Oekraïens lange tijd onderdrukt en is Russisch voor een kwart van de Oekraïners hun moedertaal.
Het grondgebied van het huidige Oekraïne wordt al tienduizenden jaren bewoond en behoorde in de loop van de tijd tot verschillende rijken. De Oekraïners maakten deel uit van de Oostelijke Slaven die zich er volgens archeologische bronnen al zeker sinds 1500 v.Chr. ophielden. Na de komst van de Scandinavische Varjagen (Vikingen), ontstond omstreeks de zevende eeuw de etnisch-culturele regio Land van de Roes. In de negende eeuw stichtten de Varjagen het Kievse Rijk, dat kan worden gezien als een voorloper van zowel de Oekraïense als de Russische natie. Tijdens de Mongoolse invasie in de dertiende eeuw werd het Kievse Rijk verwoest, waarna in het westelijke deel het vorstendom Galicië-Wolynië ontstond. Het gebied werd daarna 600 jaar lang betwist, verdeeld en geregeerd door een verscheidenheid aan externe machten; waaronder het Pools-Litouwse Gemenebest, het Ottomaanse Rijk en het tsaardom Rusland. In 1649 ontstond in centraal Oekraïne het Kozakken-Hetmanaat dat in 1764 werd geliquideerd en verdeeld tussen het keizerrijk Rusland en Polen en uiteindelijk geabsorbeerd door het Russische rijk. In de 19e eeuw kwam er ruimte voor de Oekraïense nationale identiteit. Tijdens de Russische Revolutie in 1917 was voor het eerst sprake van een zelfstandig, internationaal erkend land: de Oekraïense Volksrepubliek. De Sovjet-Unie slokte het op tot haar einde in 1991. Na de val van het communisme werd Oekraïne een onafhankelijke democratie.
Oekraïne kent een semipresidentieel systeem, is lid van de Verenigde Naties en de Raad van Europa. Sinds 2022 is het kandidaat-lidstaat voor toetreding tot de Europese Unie (EU) en het ambieert ook lid van de NAVO te worden. In november 2013 leidde de weigering van toenmalig president Viktor Janoekovytsj om een associatieovereenkomst tussen de EU en Oekraïne te ondertekenen tot de maandenlange pro-westerse Euromaidan-protesten. Aansluitend in februari 2014 leidde de Revolutie van de Waardigheid in Kiev tot het aftreden van Janoekovytsj. Rusland annexeerde daarop het strategische schiereiland de Krim en steunde de pro-Russische separatisten bij de oorlog in Oost-Oekraïne. Deze aanhoudende strijd escaleerde op 24 februari 2022, toen Rusland vanuit verschillende kanten Oekraïne binnenviel en een grootschalige aanvalsoorlog begon.

## Etymologie
De etymologie van het woord "Україна" is niet met zekerheid bekend. Volgens de theorie die door de meeste Oekraïense onderzoekers wordt gevolgd, komt "Україна" van de woorden "land" ("країна" of "край"), dat wil zeggen, "у" betekent "inheems", "eigen". Zo is "Oekraïne" een antoniem van het woord "buitenlander". Volgens een van de andere theorieën, die tot stand kwam onder invloed van de Poolse en Russische geschiedschrijving, betekent het "buurt" (Russisch: окраину) of "grensgebied".

## Geschiedenis

### Kievse Rijk en versnippering

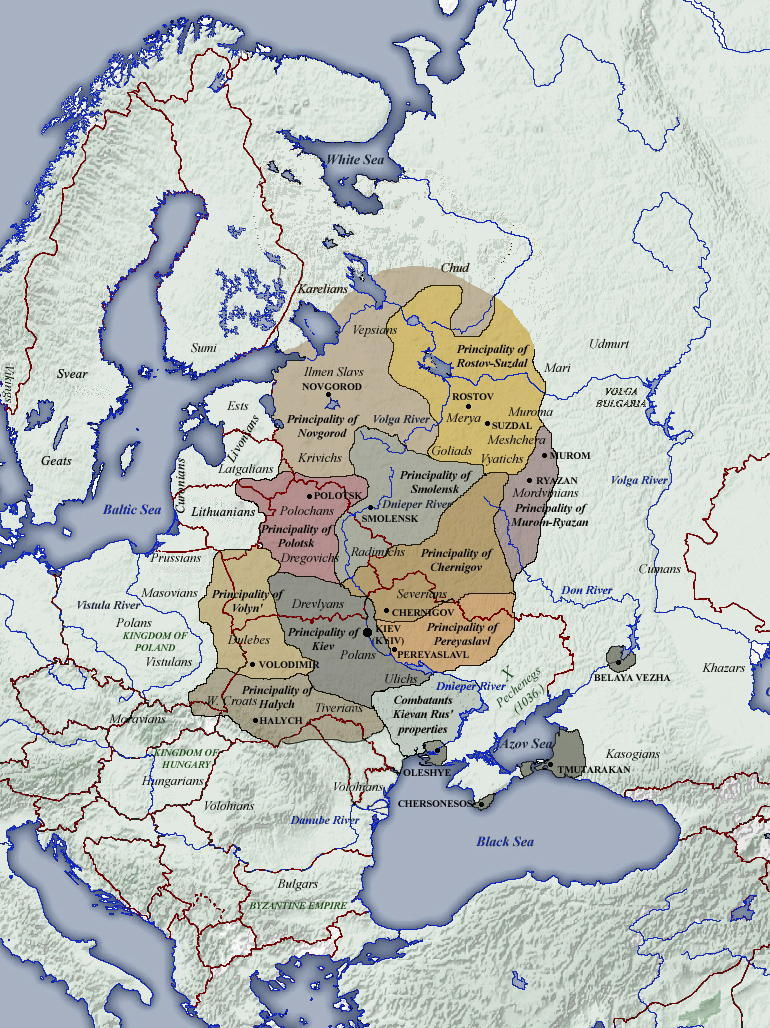
Het Kievse Rijk, de Roes, bereikte zijn grootste omvang in de elfde eeuw.

Oekraïne wordt al tienduizenden jaren bewoond. De Kievcultuur op het grondgebied van het huidige Oekraïne, Rusland en Wit-Rusland wordt beschouwd als de vroegste archeologische cultuur die met enige zekerheid als Slavisch te identificeren is. De Oekraïners maakten deel uit van de Oostelijke Slaven. De Varjagen (Vikingen) die het gebied over zee bereikten werden Roes genoemd en stichtten al vóór 700 te midden van de Slavische gebieden hun eigen handelssteden. De handelsroute van de Varjagen naar de Grieken liep via de rivieren de Dnjepr en Dnjestr en zo ontstond de etnisch-culturele regio die bekend stond als Land van de Roes in het noordwestelijk deel van het huidige Rusland, het noordelijk deel van Oekraïne, Wit-Rusland en oostelijke delen van Polen. De Roes stichtten daar in de negende eeuw het Kievse Rijk, dat wordt beschouwd als een voorloper van de Oekraïense en de Russische natie. In 988 werd het Byzantijnse christendom geïntroduceerd door de bekering van de toenmalige grootvorst van het Kievse Rijk, Vladimir de Heilige, en na de kerstening van de Kievse Roes, werd de verering van de oude goden verboden.
Het Kievse Rijk raakte langzamerhand versnipperd over verschillende vorstendommen en het Oekraïense grondgebied viel in 1240 ten prooi aan invallen van Mongolen. Kiev zelf werd nagenoeg vernietigd bij het beleg van de stad. Het westelijke deel van het Kievse Rijk werd opgevolgd door het vorstendom Galicië-Wolynië. In de 14e en 15e eeuw wist Litouwen steeds meer voormalige vorstendommen van het Kievse Rijk ten westen van de Dnjepr onder zijn gezag te verenigen. Litouwen fuseerde in 1569 met Polen tot het Pools-Litouwse Gemenebest. In het zuiden hadden de Krim-Tataren, een etnisch Turks en islamitisch volk, intussen het kanaat van de Krim gesticht, een vazalstaat van het Ottomaanse Rijk. Met hun ruiterlegers heersten de Tataren over de zuidelijke steppen tussen Rusland en de Zwarte Zeekust, en bij hun plundertochten werden grote aantallen Russen en Oekraïners als slaven buitgemaakt.

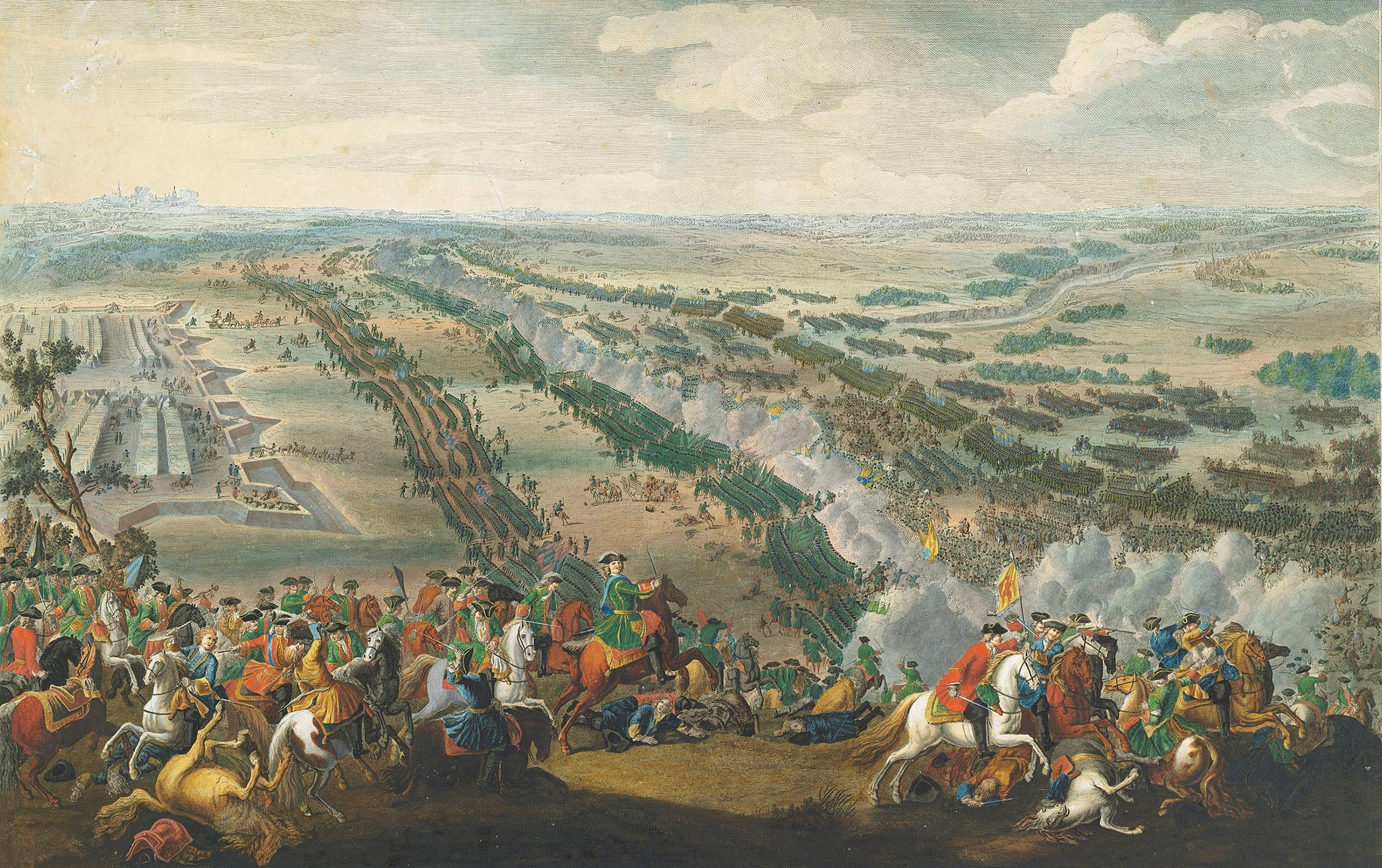
Bij de Slag bij Poltava, in het hart van Oekraïne, in 1709 versloegen de Russen het machtige Zweden. Omdat de Kozakken de kant van Zweden hadden gekozen, zouden ze hierna hun macht verliezen.

De Kozakken, eveneens bekend om hun ruiterkunsten, kwamen in 1648 in verzet met de gewelddadige Chmelnytskyopstand, gericht tegen de Poolse adel en ook tegen de Asjkenazische Joden. De opstand drong door tot Kiev en mondde uit in de stichting van het Kozakken-Hetmanaat. Maar Kozakkenleider Bohdan Chmelnytsky verbond zich vervolgens aan de Russen als beschermheer, zodat van een onafhankelijk Oekraïne geen sprake was.
De gebieden ten oosten van de Dnjepr werden in 1686 onderdeel van het tsaardom Rusland en werden geleidelijk gerussificeerd. Die ten westen van de Dnjepr bleven Pools en ondergingen een westerse invloed tot aan de Poolse Delingen. Bij die delingen kwam Galicië in 1772 onder de Habsburgse monarchie als deel van het koninkrijk Galicië en Lodomerië, terwijl de andere gebieden, Kiev inbegrepen, Russisch werden in 1793-1795. In deze periode werden de grondslagen gelegd voor de nu blijvende verschillen tussen het westen en het oosten.

### Sovjetperiode
In de 19e eeuw kwam er ruimte voor de Oekraïense nationale identiteit, met invloedrijke figuren als de dichter Taras Sjevtsjenko en politiek theoreticus Mychajlo Drahomanov. De eerste onafhankelijke Oekraïense staat kwam er in 1917 en was een kort leven beschoren. Het was een fragiel tijdperk. Oostenrijk-Hongarije en het tsaristische Rusland kwamen ten einde door de Eerste Wereldoorlog. Terwijl in Moskou de Russische Revolutie plaatsvond, de Sovjet-Unie werd gesticht en de Russische Burgeroorlog was ontketend, verklaarde de Oekraïense Volksrepubliek op het voormalige Russische grondgebied zich eerst autonoom en later onafhankelijk. In het westen werd op het Oostenrijks-Hongaarse grondgebied in 1918 de veel kleinere West-Oekraïense Volksrepubliek opgericht.

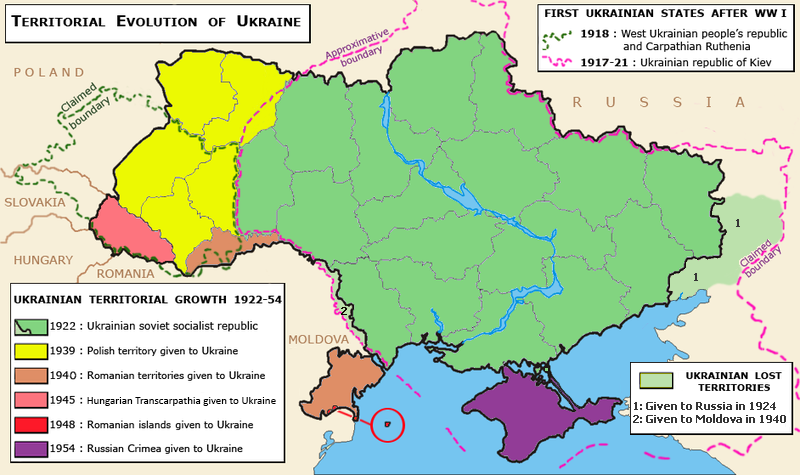
Het ontstaan van het huidige Oekraïne: de in 1922 opgerichte Oekraïense Socialistische Sovjetrepubliek (groen) werd in 1939 aangevuld met het Westen (geel) en in 1954 met de Krim (paars).

De twee volksrepublieken hoopten op zelfbestuur en werkten kortstondig samen als één gezamenlijk Oekraïne, maar werden voortdurend overlopen door Duitsers, Polen en Russen. Al met al duurde de Oekraïense Onafhankelijkheidsoorlog, zoals de strijd tussen deze groepen genoemd wordt, vier jaar. Het oostelijke deel viel in 1921 in handen van het zegevierende Rode Leger en in 1922 werd de Oekraïense Socialistische Sovjetrepubliek officieel onderdeel van de Sovjet-Unie. Het uiterste westen, met onder andere de stad Lviv, werd ingelijfd door Polen.
Tijdens het bewind van Stalin onderging het oostelijke deel van Oekraïne een krachtige industriële ontwikkeling. De gedwongen collectivisering van landbouwbedrijven leidde evenwel tot de Holodomor-hongersnood van 1932-1933, waardoor een vijfde deel van de boerenbevolking (5 tot 10 miljoen mensen) het leven liet.
In 1939 verdeelden nazi-Duitsland en de Sovjet-Unie Polen onder elkaar en kwam ook het westelijk deel van Oekraïne onder Sovjetbewind. In 1941 vielen de Duitsers de Sovjet-Unie binnen. Zij gingen daarbij over tot grootschalige Jodenvervolgingen onder andere tijdens het Bloedbad van Babi Jar en het ronselen van Ostarbeiter. Oekraïne verloor toen een zesde deel van zijn bevolking. Na de Tweede Wereldoorlog, vanaf 1945, ontwikkelde Oekraïne zich tot een van de belangrijkste en welvarendste socialistische sovjetrepublieken (SSR's).
In 1954, tijdens het bewind van Stalins opvolger Nikita Chroesjtsjov, werd de Krim aan de Oekraïense Socialistische Sovjetrepubliek overgedragen, bij wijze van gebaar van vriendschap tussen het Russische en het Oekraïense volk.
Bij Tsjernobyl en Pripjat ten noorden van Kiev, voltrok zich in 1986 een grote nucleaire ramp. Sindsdien is het gebied in de nabije omgeving van de kerncentrale onbewoonbaar.

### Onafhankelijkheid

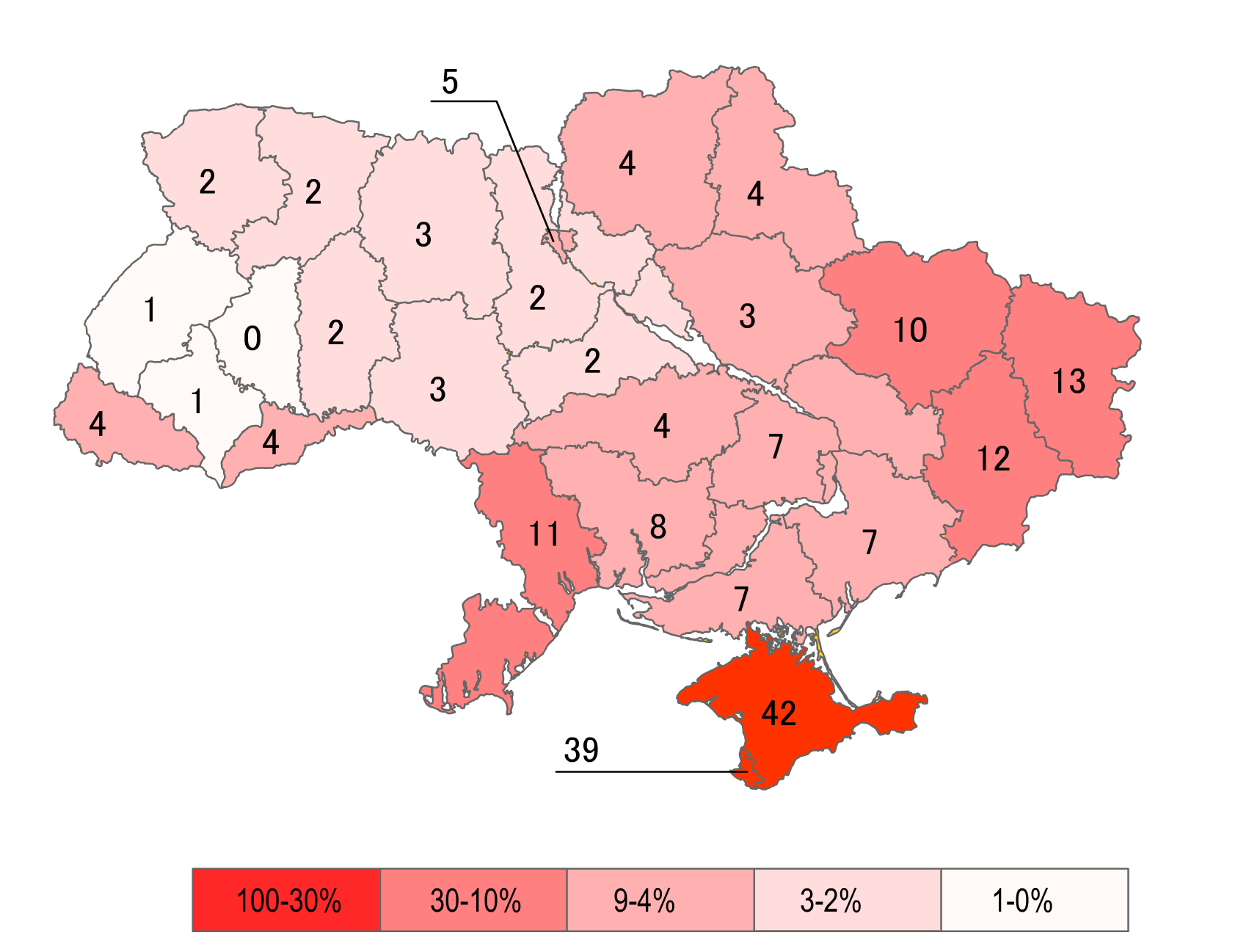
Het percentage van de bevolking dat tegen onafhankelijkheid stemde (1 december 1991) benaderde alleen op de Krim de 50 procent.

Na de staatsgreep in Moskou riep het Oekraïense parlement op 24 augustus 1991 de onafhankelijkheid uit. Op 1 december werd een referendum gehouden over de onafhankelijkheid van het land. Bij een grote opkomst stemde 90% van de kiezers voor onafhankelijkheid. In de Krim was er ook een meerderheid voor, maar daar stemde zo'n 40% van de bevolking tegen.
Na de onafhankelijkheid was Oekraïne een kernmacht die beschikte over een arsenaal van kernwapens. Begin 1994 werd de internationale afspraak gemaakt dat Oekraïne binnen drie jaar alle kernwapens zou verwijderen en 1800 raketten voor vernietiging aan Rusland zou afdragen.
Op 5 december 1994 bevestigde de toenmalige Oekraïense president Leonid Koetsjma dat Oekraïne officieel zijn kernwapens zou opgeven, waarmee er een einde kwam aan de spanningen met Rusland over het kernwapenarsenaal op het grondgebied van Oekraïne dat het "geërfd" had van de uiteengevallen Sovjet-Unie. Nu de onduidelijkheid over wat er ging gebeuren met de kernwapens van Oekraïne was opgegeven, stond niets verdere wapenbeperkingen van de Verenigde Staten en Rusland meer in de weg. Bij zijn aankomst in Boedapest voor de top van de Organisatie voor Veiligheid en Samenwerking in Europa (CVSE), noemde de Amerikaanse minister van buitenlandse zaken, Warren Christopher, het een belangrijke stap in de nucleaire ontwapening.
Koetsjma was in Boedapest om er het Verdrag inzake de niet-verspreiding van kernwapens te ondertekenen. Het verrijkte uranium uit de kernkoppen werd vervolgens met Amerikaanse financiële steun omgezet in splijtstof voor kerncentrales. In het Memorandum van Boedapest van 1994 werd vastgelegd dat het land in ruil voor de kernwapens een soevereiniteitsgarantie kreeg van de Verenigde Staten, Groot-Brittannië en Rusland. Oekraïne ondertekende ook het Non-proliferatieverdrag van kernwapens.
Nadat de pro-Russische Viktor Janoekovytsj op omstreden wijze de presidentsverkiezingen van 2004 had gewonnen, brak de Oranjerevolutie uit wat uiteindelijk leidde tot nieuwe verkiezingen. Deze werden gewonnen door oppositiekandidaat Viktor Joesjtsjenko en Janoekovytsj werd de premier. Bij de (door Joesjtsjenko aangevraagde) vroegtijdige presidentsverkiezingen van 2007 bleef Joesjtsjenko president en werd Joelia Tymosjenko premier. Zij was voorstander van staatscontrole en desnoods hernationalisatie van bedrijven die al geprivatiseerd waren, terwijl president Joesjtsjenko een snelle liberalisatie van de economie wilde. De verhoudingen verslechterden en na een vermeend corruptieschandaal op het hoogste niveau kwam op 8 september 2010 aan de eerste regering-Tymosjenko een voortijdig einde en werd Viktor Janoekovytsj tijdens de presidentsverkiezingen van 2010 toch nog president van Oekraïne.

### Separatisme en Russische inmenging

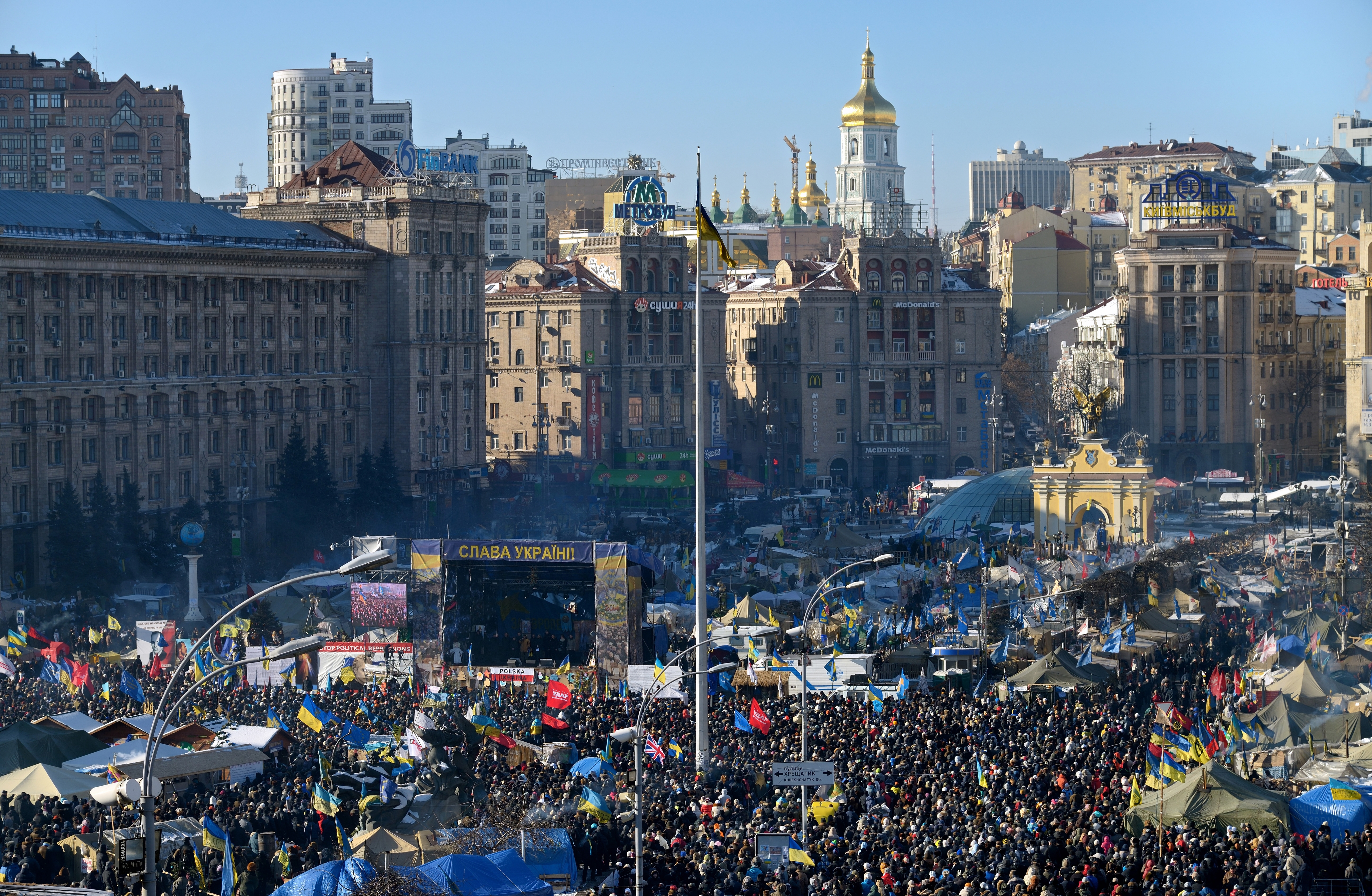
Na de Euromaidan-protesten en de vlucht van president Viktor Janoekovytsj in 2014 zocht Oekraïne verdere toenadering tot het Westen en groeide de afstand tot Rusland.

In november 2013 ontstond er in de hoofdstad Kiev een grootschalige protestbeweging op het Majdan Nezalezjnosti naar aanleiding van Janoekovytsj' weigering om het associatieverdrag met de Europese Unie te ondertekenen. De maandenlange pro-westerse Euromaidan-protesten escaleerden in februari 2014 in gewelddadige confrontaties tussen binnenlandse troepen en demonstranten en mondden uit in de Revolutie van de Waardigheid, waarbij meer dan honderd doden vielen. De Russisch-gezinde president Janoekovytsj verloor de meerderheidssteun van het Oekraïense parlement, de Verchovna Rada. Deze zette hem op 22 februari 2014 af en schreef nieuwe verkiezingen uit. Janoekovytsj vluchtte naar Rusland.
Ondertussen werd er in Kiev een nieuwe regering gevormd, de interim-regering-Jatsenjoek I. In de overwegend Russischtalige delen van Oekraïne braken protesten uit tegen de nieuwe regering, waarna Rusland het schiereiland de Krim bezette. Op de Krim en in de Donbas grepen pro-Russische rebellen de macht en schreven er eigen lokale referenda uit. Deze werden slechts door Rusland erkend als volksraadpleging.
Op 17 maart 2014 werd op de Krim de onafhankelijkheid uitgeroepen en op 18 maart werd het schiereiland geannexeerd door Rusland. Andere landen spraken van een niet-legitieme annexatie van Oekraïens grondgebied en beschuldigen Rusland ervan dat het de protesten tegen de nieuwe Oekraïense regering aanmoedigde om het land te destabiliseren.
Op 11 mei 2014 riepen pro-Russische separatisten in de Donbas (Oost-Oekraïne) de onafhankelijkheid uit van de volksrepublieken Donetsk en Loegansk, die samen de confederatie Nieuw-Rusland zouden vormden. Het kwam tot een gewapende strijd tussen het Oekraïense leger dat werd geholpen door paramilitaire troepen en de door Rusland gesteunde separatisten.
Na de presidentsverkiezingen van 25 mei 2014 werd, op 7 juni 2014, Petro Porosjenko aangesteld als de nieuwe president van Oekraïne. Op 20 mei 2019 werd Porosjenko opgevolgd door de komiek en tv-persoonlijkheid Volodymyr Zelensky.
De spanningen in het sinds 2014 aanhoudende conflict in Oost-Oekraïne liepen vanaf februari 2021 verder op door een grote Russische militaire troepenopbouw langs de grens met Oekraïne (zie Aanloop tot de Russische invasie van Oekraïne in 2022). De Russische president Vladimir Poetin verklaarde tegelijkertijd dat hij een eventuele toetreding van Oekraïne tot de Noord-Atlantische Verdragsorganisatie (NAVO) nooit zou accepteren en was naar eigen zeggen bezorgd over de Russischtalige bevolking van het buurland. Nochtans ontkende de Russische regering lange tijd dat er plannen waren om Oekraïne binnen te vallen. Op 22 februari 2022 erkende Rusland de onafhankelijkheid van de zelfverklaarde volksrepublieken Donetsk en Loegansk, inclusief hun claims op het gehele grondgebied van respectievelijk de Oekraïense oblasten Donetsk en Loehansk, die zij maar voor de helft controleerden. Met de goedkeuring van het Russische parlement stuurde hij, onder het mom van een 'vredesmissie', Russische militairen naar de twee separatistische volksrepublieken in Oekraïne. In de ochtend van 24 februari kondigde Poetin een 'speciale militaire operatie' aan om Oekraïne te 'demilitariseren en denazificeren', waarna Rusland Oekraïne vanuit meerdere kanten binnenviel.

In het rood de door Rusland veroverde gebieden tijdens de invasie in 2022

## Bestuurlijke indeling
Oekraïne is onderverdeeld in 24 oblasten (vgl. provincies) en een stad met een bijzondere status (Kiev). De tweede stad met bijzondere status (Sebastopol) en de autonome republiek van de Krim zijn geannexeerd door Rusland, maar worden de jure door Oekraïne en veel andere landen beschouwd als deel van Oekraïne. Een deel van de oblasten Donetsk en Loehansk hebben zich de facto afgescheiden als de volksrepubliek Donetsk en de volksrepubliek Loegansk, die internationaal niet erkend worden.
De oblasten zijn verdeeld in rajons. Binnen de rajons bestaan vervolgens gromada's.
Oblasten:
- Charkov
- Cherson
- Chmelnytsky
- Dnjepropetrovsk
- Donetsk
- Ivano-Frankivsk
- Kiev (oblast)
- Kirovohrad
- Lviv
- Loehansk
- Mykolajiv
- Odessa
- Poltava
- Rivne
- Soemy
- Ternopil
- Transkarpatië
- Tsjerkasy
- Tsjernihiv
- Tsjernivtsi
- Vinnytsja
- Wolynië
- Zaporizja
- Zjytomyr

## Geografie

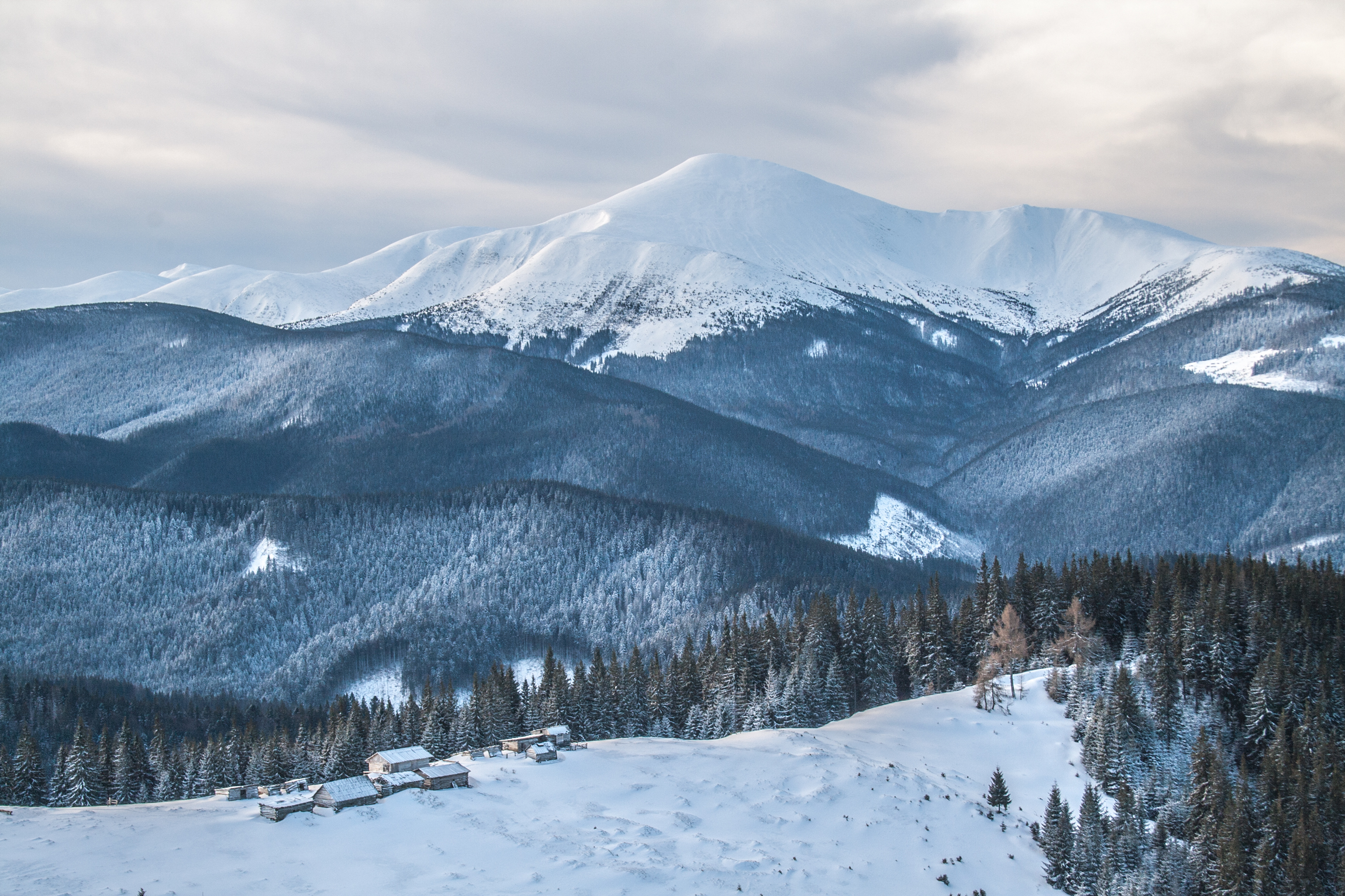
Oekraïense Karpaten

Oekraïne ligt in het zuidwesten van de voormalige Sovjet-Unie. In het westen grenst het aan Polen (428 kilometer), in het zuidwesten aan Slowakije (90 kilometer), Hongarije (103 kilometer) en Roemenië (362 kilometer); in het zuiden aan Moldavië (939 kilometer) en een gedeelte aan Roemenië (169 kilometer); in het noorden aan Wit-Rusland (891 kilometer) en in het oosten, noordoosten en zuiden aan Rusland (1576 kilometer). De zuidgrens wordt bepaald door de Zwarte Zee en de Zee van Azov. De kustlijn is 2782 kilometer lang. De oppervlakte van Oekraïne bedraagt 603.500 km². Dit komt overeen met 3 procent van de voormalige Sovjet-Unie en is ongeveer 14,4 keer de oppervlakte van Nederland en 19,7 keer de oppervlakte van België. Daarmee is het na Rusland en Kazachstan de op twee na grootste republiek uit de voormalige Sovjet-Unie.
Drie grote rivieren doorkruisen het land: de Dnjepr (Dnipro), de Dnjestr (Dnister) en de Donets. De langste rivier is de Dnjepr. Het landschap bestaat grotendeels uit vlak terrein van de vruchtbare Pontische Steppe in het zuiden en uit verschillende plateaus. De belangrijkste daarvan is het Donetsplateau in het uiterste oosten van het land. De enige bergen vindt men in het westen: de Karpaten met een hoogte tot 2061 meter. De kust van de Zwarte Zee bestaat uit vele baaien en riviermondingen. De kust aan de Zee van Azov is net als die aan de Zwarte Zee vooral laag, met hier en daar zandplaten.
In Oekraïne heerst een gematigd landklimaat met gemiddelde temperaturen in de winter van -7 tot -8 °C in het noordoosten. In de zomer schommelt de gemiddelde temperatuur rond 18 °C in het noordwesten en 24 °C in het zuidoosten (subtropisch). De zomers zijn daarmee in het algemeen warm en de winters niet te koud.

### Steden

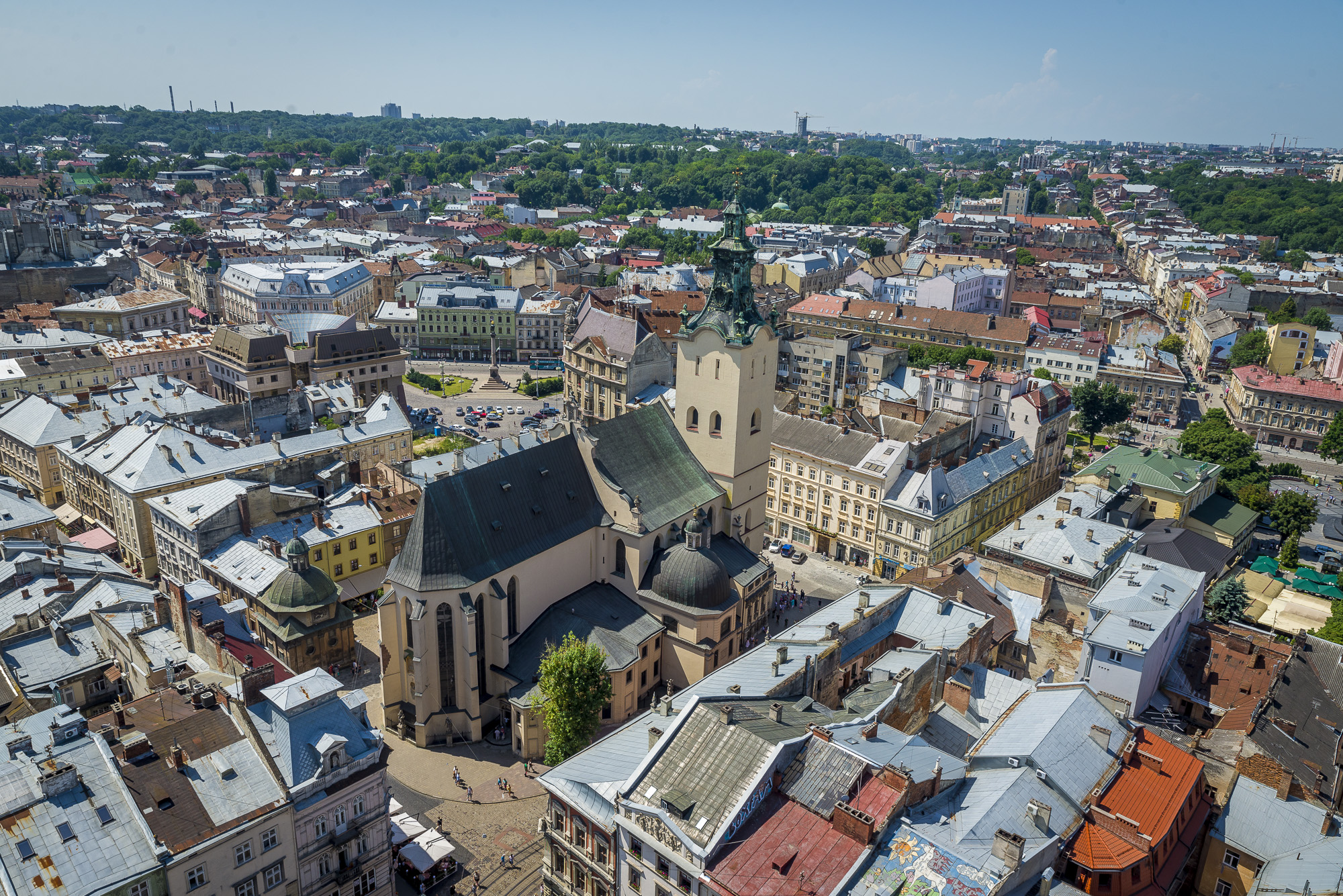
Lviv, qua inwonertal de zevende stad van Oekraïne

67% van de bevolking leeft in steden, de overige 33% op het platteland. De grootste van de 454 steden in Oekraïne zijn:
- Kiev (Oekraiens-Nederlandse transliteratie: Kyiv) (3 miljoen inwoners)
- Charkiv (Russisch-Nederlandse transliteratie: Charkov) (1,5 miljoen inwoners)
- Dnipro (1,1 miljoen inwoners)
- Odessa (Odesa) (1 miljoen)
- Donetsk[15] (1 miljoen)
- Zaporizja (800.000)
- Lviv (700.000)

## Bevolking
Volgens de volkstelling van 2001 telde het land 48.240.902 inwoners, waarmee Oekraïne het achtste land in Europa is qua inwoneraantal. Op 1 januari 2022, kort voor de Russische invasie, bedroeg het geregistreerde inwonertal ongeveer 41 miljoen inwoners. In de 20e eeuw is de Oekraïense bevolking relatief traag gegroeid: van 25 miljoen in 1900 naar het maximum van 52,2 miljoen in 1993, ruim een verdubbeling. Sinds het uiteenvallen van de Sovjet-Unie kampt Oekraïne met een sterke bevolkingsafname als gevolg van verslechterde levensomstandigheden, in combinatie met een neerwaartse spiraal van dalende geboortes en stijgende sterftes. Het vruchtbaarheidscijfer is bijvoorbeeld gedaald van 2 kinderen per vrouw in 1990 naar 1,2 in 2020, terwijl de sterfte (vooral onder mannen) enorm is gestegen als gevolg van verslechterde levensomstandigheden en alcoholisme. In 2020 registreerde het land ongeveer 293.000 levendgeborenen (geboortecijfer: 7,8‰) en 617.000 sterftegevallen (sterftecijfer: 15,9‰), hetgeen overeenkomt met een natuurlijke bevolkingsafname van 323.000 personen (-8,1‰). De gemiddelde levensverwachting was in 2018 ongeveer 71,8 jaar: 76,7 jaar voor vrouwen en 66,7 jaar voor mannen.

### Taal en taalstrijd

Percentage Oekraïens als moedertaal per oblast (in 2001)

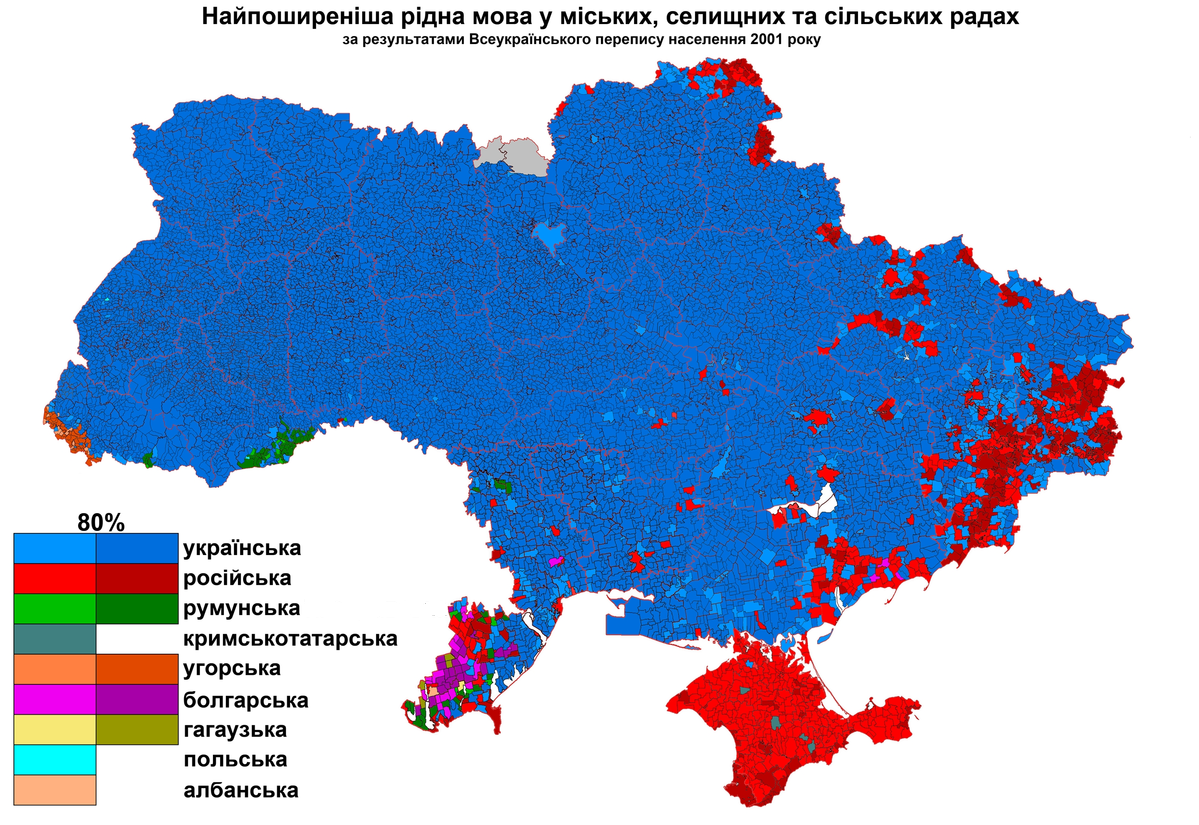
Meest gebruikte moedertaal volgens de volkstelling van 2001 (blauw - Oekraïens, rood - Russisch, groen - Roemeens, blauw-groen - Krim-Tataars, oranje - Hongaars, paars - Bulgaars, geel - Gagaoezisch, cyaan - Pools, lichtoranje - Albanees)

De officiële taal van Oekraïne is het Oekraïens. Het Oekraïens is nauw verwant aan het Russisch, te vergelijken met de verwantschap tussen het Deens en Zweeds. De taal heeft veel Poolse leenwoorden, wat komt door de eeuwenlange Pools-Litouwse overheersing. Van de bevolking heeft 67% het Oekraïens als moedertaal, maar veel mensen spreken ook Russisch; 24% spreekt het Russisch ook als moedertaal, vooral op de Krim en in de oostelijke oblasten Donetsk en Loehansk. In het westen spreken kleine minderheden ook Hongaars (zie: Hongaarse minderheid in Oekraïne), Pools en Roemeens. De streek Boedzjak in het zuiden is de meest multi-etnische regio van Oekraïne. Hier wordt onder andere veel Bulgaars gesproken. Een minderheid op de Krim spreekt ook Krim-Tataars.
De russificatie van Oekraïne, die begon met de inlijving van Oekraïense etnische gebieden in het Russische Rijk en zich na het einde van de Tweede Wereldoorlog bijzonder sterk verspreidde in de Sovjet-Unie, leidde tot een aanzienlijke daling van het aandeel van de Oekraïenssprekende bevolking in Oekraïne, vooral in de verstedelijkte zuidelijke en oostelijke regio's en, in mindere mate, in de centrale regio's van het land. Alleen in enkele westelijke regio's nam het aandeel van de Oekraïenssprekende bevolking toe. In de eerste twee decennia na de onafhankelijkheid van Oekraïne heeft de Oekraïense taal zijn eerder verloren posities in het onderwijs, de uitgeverij van boeken, de media en de samenleving in het algemeen gedeeltelijk heroverd. Toch is de taal in dit voorheen sterk gerussificeerde land nog een gevoelig punt, met name door de aanwezigheid van de vele etnische minderheden, van wie de 8,3 miljoen etnische Russen (2001) de belangrijkste zijn. Vooral oudere Oekraïners spreken ook beter Russisch dan Oekraïens, omdat het Russisch lange tijd als eerste taal op school geleerd werd.
Het Oekraïens maakt gebruik van een aangepaste versie van het cyrillisch alfabet. In vergelijking met het Russisch mist het Oekraïens vier letters: de ё, de ъ, de ы en de э. Daarentegen beschikt het Oekraïens over vier letters die het Russisch ontbeert, namelijk de ґ, de є, de і en de ї: beide alfabetten bestaan uit 33 letters.
Wat met name opvalt is de "і" die er net zo uitziet als de Latijnse "i", terwijl de Oekraïners daarnaast ook de Russische "и" gebruiken. De і werd eerder ook in het Russisch gebruikt en werd daar (net als de и) uitgesproken als de Nederlandse "ie", maar deze letter werd afgeschaft in 1917. In het Wit-Russisch is de і nog altijd in gebruik. Zo wordt het woord Oekraïne in het Oekraïens geschreven als Україна, in het Wit-Russisch als Украіна en in het Russisch als Украина.
Het gebruik van het Russisch en het Oekraïens is politiek gevoelig en wordt als reden opgevoerd voor Russische interventies. Bij de onafhankelijkheid in 1991 werd het Oekraïens als de enige officiële taal erkend, hetgeen in de grondwet van 1996 is vastgelegd. Bij het Russisch sprekende deel van de bevolking was hier verzet tegen. Bij een officieus referendum in 1994 in de Donbasregio gaf 90% van de bevolking aan ook het Russisch als officiële taal te willen handhaven. In 2012 werd een wet aangenomen, die het Russisch als officiële taal erkende, in gebieden waar meer dan 10% van de bevolking aangeeft de Russische taal te spreken, maar deze werd na de Euromaidan-protesten en de Revolutie van de Waardigheid in februari 2014 weer ingetrokken. Desondanks is het Russischsprekende deel van de bevolking zich na de daaropvolgende Russische annexatie van de Krim sterker met Oekraïne gaan identificeren.
Om het gebruik van het Russisch tegen te gaan, beperkt de overheid de publicatie van Russische boeken en muziek. Sinds 2016 hanteert de regering een zwarte lijst van boeken die oproepen tot haat of geweld tegen Oekraïne. In 2018 werd deze lijst met 25 boeken aangevuld. Naar aanleiding van de oorlog van 2022 lijkt de Oekraïense regering de invloed van het Russisch verder terug te willen dringen. Er zijn andere voorbeelden waarbij het doel is de Oekraïense samenleving te zuiveren van de Russische cultuur. Zo zijn honderden straatnamen in Kiev veranderd en worden aan Rusland gerelateerde standbeelden en monumenten afgebroken. Het verbieden van boeken wordt door mensenrechtenorganisaties gehekeld. De Russische invasie van 2022 had tot gevolg dat Oekraïners ongeacht hun moedertaal zich verder afkeerden van Rusland.
Sinds het uitbreken van de Russisch-Oekraïense Oorlog in 2014, en in grote mate sinds het begin van de Russische invasie in 2022, is de belangstelling voor de Oekraïense taal, cultuur en geschiedenis aanzienlijk toegenomen in de Oekraïense samenleving. Tegelijkertijd is er een wijdverspreide afwijzing van, en soms vijandigheid tegenover, de Russische taal. De steun voor het idee om het Russisch een officiële status te geven in heel Oekraïne of in sommige van zijn regio's na de invasie van 2022 bereikte het laagste niveau in de hele onderzoeksperiode.
Tegelijkertijd voert Rusland een beleid van gedwongen russificatie van de Oekraïense gebieden die het bezet: scholen onderwijzen uitsluitend in het Russisch, zelfs in volledig Oekraïens sprekende nederzettingen, en Oekraïense schoolboeken zijn verboden. Volgens een rapport van de mensenrechtenorganisatie Human Rights Watch indoctrineert Rusland schoolkinderen in de bezette gebieden met anti-Oekraïense propaganda en hebben Russische functionarissen stappen ondernomen om de Oekraïense taal uit te roeien, wat in strijd is met een aantal bepalingen van het internationaal recht. Oekraïense kinderen die onder dwang naar Rusland worden gedeporteerd, worden ook onderworpen aan russificatie.

### Religie

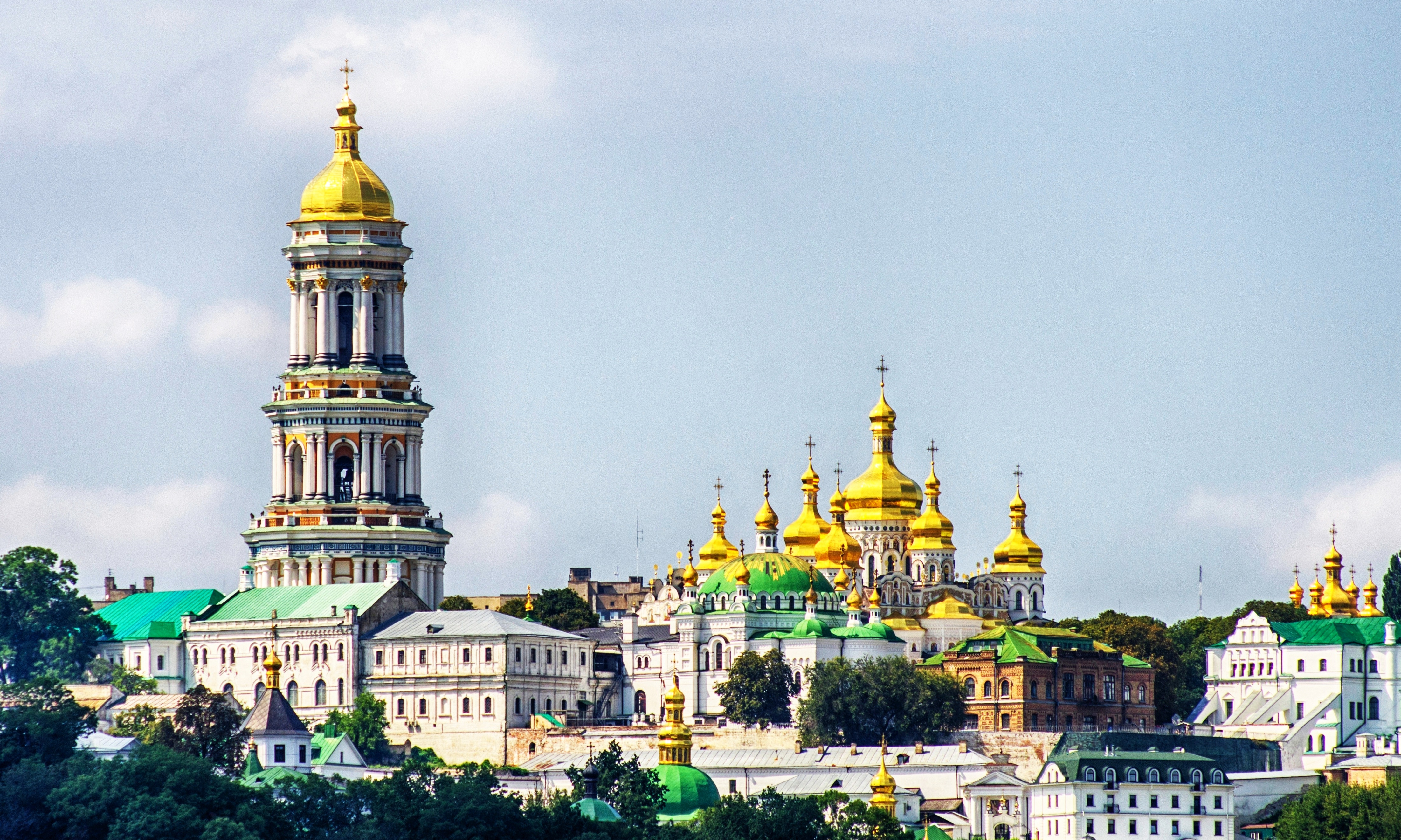
Het Holenklooster van Kiev

Ruim driekwart van de bevolking hangt een van de stromingen binnen de Orthodoxe Kerk aan; de Oekraïens-Orthodoxe Kerk maakte zich in 2018 formeel los van de Russisch-Orthodoxe Kerk. Oekraïne is overwegend christelijk. In 988 bekeerde vorst Vladimir de Grote zich tot het christendom. 76,5% van de bevolking behoort tot de Oosters-orthodoxe kerken. Zij zijn verdeeld over het patriarchaat van Kiev (50,4% van de totale bevolking) en het Patriarchaat van Moskou (26,1% van de totale bevolking). Tot in december 2018 bestond er nog een (kleinere) Oekraïense autocefale Orthodoxe Kerk.
De Oekraïens-Katholieke Kerk ontstond in 1596 bij de Unie van Brest-Litovsk als een met Rome geünieerde kerk. In 1946 diende ze op last van de Sovjetautoriteiten over te gaan tot de Russisch-Orthodoxe Kerk en volgde een jarenlange vervolging: haar kerken werden gesloten en haar priesters veroordeeld tot ballingschap of een clandestien bestaan. Vanaf 1988 konden de katholieken uit de clandestiniteit treden en op 30 maart 1991 kon aartsbisschop Myroslav Ivan Ljoebatsjivsky terugkeren naar Oekraïne en de Sint-Joriskathedraal te Lviv weer in bezit nemen. Na de onafhankelijkheidsverklaring van het land in augustus 1991, werd de kerkelijke hiërarchie in 1992 hersteld en kon het katholieke geloof weer beleden worden. Acht procent van de Oekraïense bevolking behoort tot de Oekraïens-Katholieke Kerk, wat neerkomt op zo'n 3,5 à 3,7 miljoen mensen. Buiten Oekraïne heeft deze kerk ongeveer een klein miljoen leden, voornamelijk in Noord- en Zuid-Amerika en in West-Europa. Zij erkent de leer en het gezag van de paus en volgt de Byzantijnse ritus. In juni 2001 bezocht paus Johannes Paulus II Oekraïne.
Joden vormen in Oekraïne met hun 300.000 (0,6%) een minderheid, maar zijn cultureel en religieus zeer actief.
Er leven ongeveer 500.000 moslims in Oekraïne, (1,1% van de totale bevolking). De islam maakt al eeuwen deel uit van het religieuze leven in Oekraïne. De meeste moslims zijn Krim-Tataren, die in 1944 door dictator Stalin naar Centraal-Azië gedeporteerd werden. Sinds eind jaren tachtig keerden zij terug uit ballingschap naar de Krim.

## Politiek

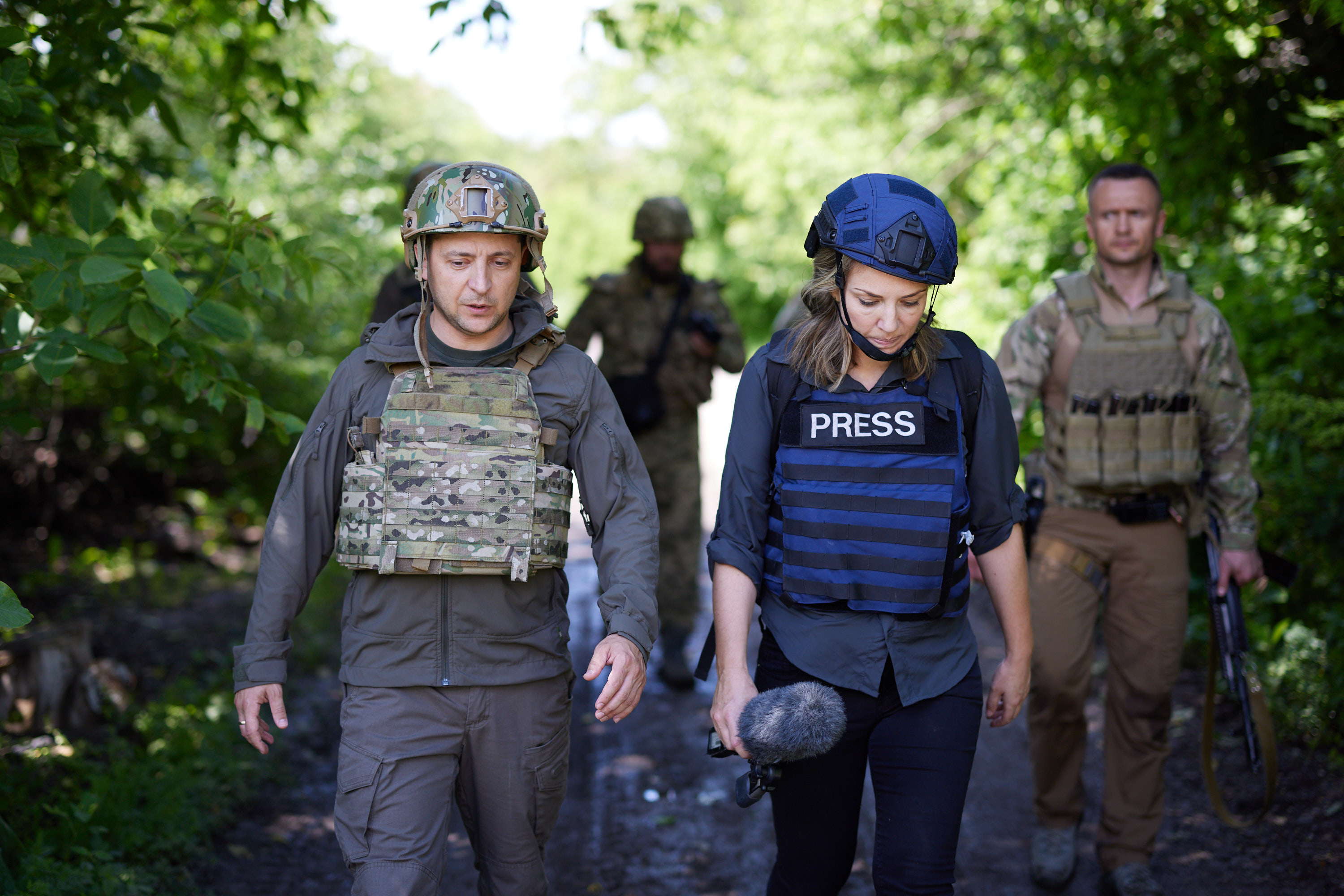
President Volodymyr Zelensky in de Donbas.

Oekraïne riep op 24 augustus 1991 zijn onafhankelijkheid uit, toen in de Sovjet-Unie een staatsgreep van conservatieve krachten was mislukt. De bevolking sprak zich op 1 december per referendum uit voor onafhankelijkheid. Mensen stemden voor onafhankelijkheid in alle regio's van Oekraïne, inclusief de Krim en Sebastopol. Enkele weken later hield de Sovjet-Unie op te bestaan.
De president wordt bij directe verkiezingen gekozen voor een periode van vijf jaar en is het formele staatshoofd. Sinds 20 mei 2019 is Volodymyr Zelensky de president van Oekraïne. In het eenkamerstelsel wordt de wetgevende macht uitgeoefend door de Verchovna Rada, waarvan de 450 parlementsleden in termijnen van vijf jaar dienen.
Oekraïne kent algemeen kiesrecht sinds 1919. De laatste presidentsverkiezingen van 2019 zijn gewonnen door voormalig komiek en tv-persoonlijkheid Volodymyr Zelensky. De laatste parlementsverkiezingen vonden eveneens plaats in 2019. Er geldt een kiesdrempel van ten minste 3% van de stemmen om verkozen te worden als partij of lijstcombinatie. Het aantal politieke partijen verandert regelmatig. De kiesleeftijd is 18 jaar.
Oekraïne heeft op 3 maart 2022, mede vanwege de agressie van Rusland in 2022, lidmaatschap van de Europese Unie aangevraagd. Op 23 juni 2022 heeft het Europees Parlement en de Europese Raad het kandidaat-lidmaatschap geaccepteerd.

## Cultuur

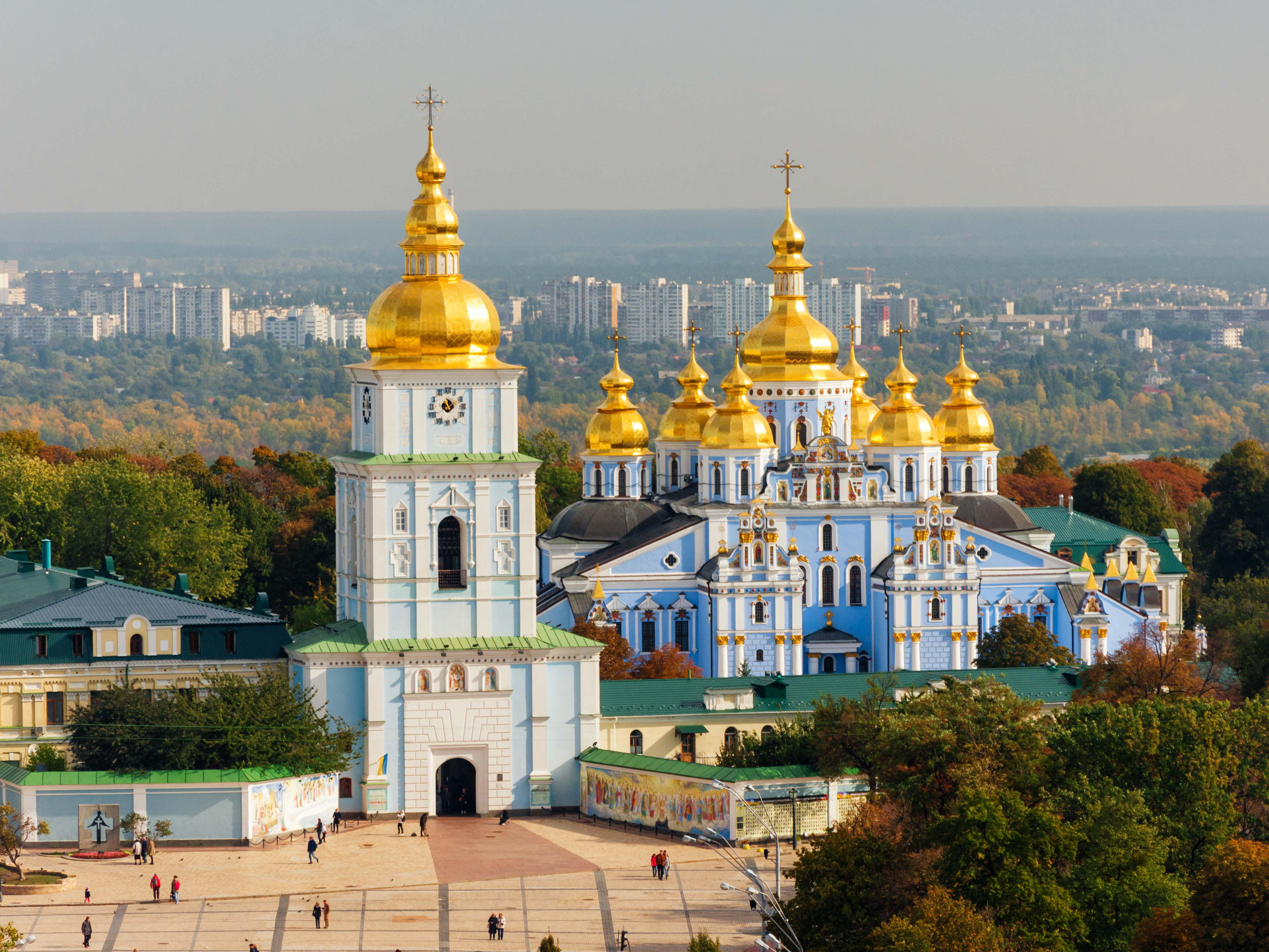
Sint-Michielsklooster in Kiev, een voorbeeld van de Oekraïense architectuur.

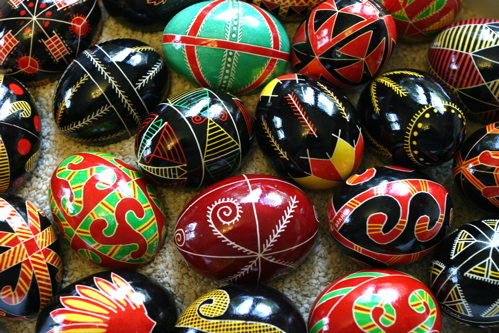
Een verzameling van traditionele paaseieren uit Wolynië

De Oekraïense gewoonten worden sterk beïnvloed door het christendom dat de dominante religie in het land is. De rolpatronen zijn overwegend traditioneel en de grootouders spelen een grotere rol bij de opvoeding van de kinderen dan in het Westen. De cultuur van Oekraïne is ook beïnvloed door de oostelijke en westelijke buurlanden, wat wordt weerspiegeld in de architectuur, muziek en kunst.
Het communistische tijdperk had een heel sterk effect op de kunst en de literatuur van Oekraïne. In 1932 maakte Stalin het socialistisch realisme het overheidsbeleid in de Sovjet-Unie met het decreet "Op de Wederopbouw van werken van letterkundige en kunstorganisaties". Dit verstikte de creativiteit. Tijdens de glasnost van de jaren 1980 in de Sovjet-Unie werden kunstenaars en schrijvers opnieuw vrij om zich te uiten.

### Sport
De UEFA wees de eindronde van het Europees kampioenschap voetbal in 2012 toe aan Polen en Oekraïne. De duels op het EK van 2012 werden gelijk over beide landen verdeeld. Oekraïne leverde vier speelsteden (Kiev, Donetsk, Charkov en Lviv) en de EK-finale was in het Olympisch Stadion in Kiev.

### Toerisme
Openluchtmusea zijn wijdverspreid in Oekraïne. De meeste van deze monumenten zijn gewijd aan de Kozakkenperiode. Het bekendste openluchtmuseum van het land is het Zaporozka Sitsj-complex in Zaporizja – een reconstructie van een Oekraïense Kozakkenvesting die echt heeft bestaan. De reconstructie vond plaats in de tweede helft van de 20e eeuw. Het op één na populairste museum is de reconstructie van de Oekraïense Kozakkenvesting in Batoerin.

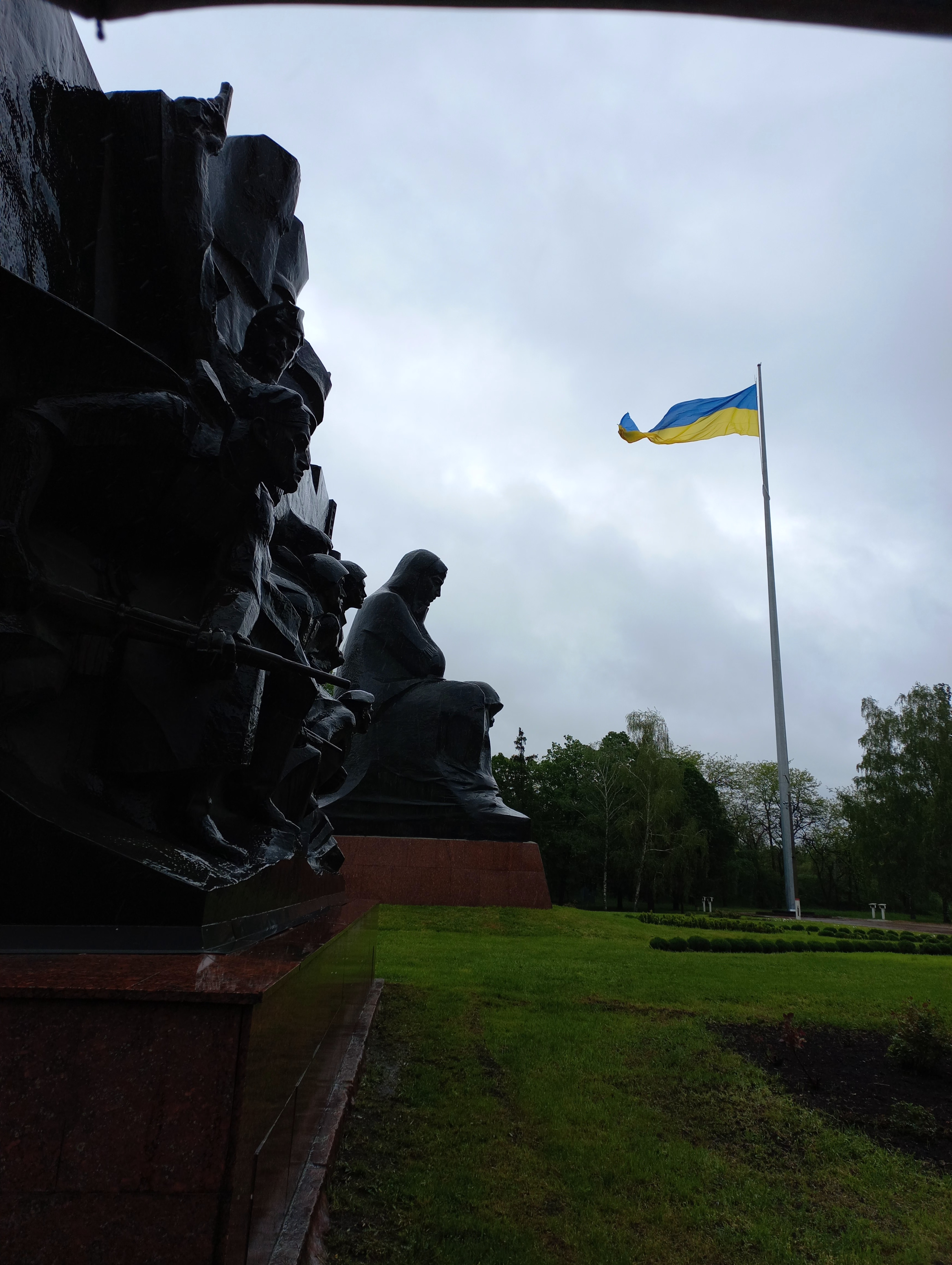
Beelden in het Fort van St. Elisabeth

Een van de bekendste monumenten in zijn soort en tevens de belangrijkste attractie van het centrale deel van het land is het Fort van St. Elisabeth. Dit is een groot aarden fort dat halverwege de 18e eeuw in opdracht van de Elisabeth van Rusland door de Kozakken van Zaporizja werd gebouwd ter bescherming tegen aanvallen van het Ottomaanse Rijk.
Dit fort speelde een sleutelrol in de overwinning in de Russisch-Turkse Oorlog (1768-1774) en de vestiging van een stabiele beschaving in het zuiden van het land. Het effende de weg voor de stichting en ontwikkeling van grote steden in het zuiden van Oekraïne: Cherson, Mykolajiv en Odessa. Aan het einde van de 18e eeuw kreeg de vesting zelf stadsrechten - Yelizavetgrad (nu Kropyvnytsky). Vanuit deze vesting vertrokken in 1775 Russische troepen, die de Oekraïense Kozakkenvesting Sich verwoestten.
Het eerste professionele Oekraïense theater werd hier opgericht en de architectuur van de stad is rijk aan neoklassiek architectonisch erfgoed. Tijdens de Holodomor en de Grote Zuivering begroeven agenten van de OGPU en de NKVD (de geheime dienst van de Sovjet-Unie) hier in het geheim massagraven van degenen die ze op basis van verzonnen beschuldigingen hadden ontvoerd en vermoord. Dit onderwerp bleef taboe en mocht zelfs niet in privégesprekken besproken worden. Bespreking of vermelding ervan in de pers bedreigde de auteur met gevangenisstraf en marteling in psychiatrische ziekenhuizen, die werd gesteund door de KGB, tot aan de val van het totalitarisme in 1991.
Tijdens de Tweede Wereldoorlog werd dit fort de locatie van massale nazi-oorlogsmisdaden. Later werd er een herdenkingscomplex gebouwd – een pantheon van eeuwige glorie.Het centrale element van het fort is het standbeeld van het "Rouwende Moederland", dat symbool staat voor moeders die hun kinderen verloren door de misdaden van totalitaire regimes. Het bevindt zich in het historische centrum van de stad en is de populairste toeristische attractie in de regio. Het unieke van het object ligt in het feit dat het verschillende tijdperken uit de geschiedenis van het land beslaat en zich op het kruispunt van verschillende toeristische routes bevindt.

## Economie
Het omvangrijke landbouwareaal maakt het land tot een van 's werelds graanschuren. Ook de chemische en metaalindustrie zijn groot. Daarnaast speelt het land een belangrijke rol in de doorvoer van Russisch gas naar Europa. Oekraïne had in 2014 een bruto binnenlands product (bbp) van 131 miljard US dollar (2011: 165 miljard US dollar). Tijdens de kredietcrisis kreeg het land een zware economische klap en in 2009 daalde de economische activiteit met 15%. In 2011 was het bbp per hoofd van de bevolking circa 3600 US dollar, dit is slechts een tiende van het gemiddelde in de Europese Unie (EU). De werkloosheid ligt redelijk constant rond de 8% van de beroepsbevolking. Door de Russische annexatie van de Krim en de veiligheidssituatie in de Donbas in het oosten van het land kreeg de economie in 2014 en 2015 zware klappen en liep de inflatie sterk op. In 2016 was het bbp gedaald naar 93 miljard US dollar of; 2200 US dollar per hoofd. Daarna trad tot 2020 een sterk herstel op.
| Jaar | bnp (×US$ miljard) | bnp per hoofd (×US$) | Reële groei bnp | Inflatie | Werkloosheid (van beroepsbevolking) | Begrotingssaldo (in % bnp) | Staatsschuld (in % bnp) |
| ---- | ------------------ | -------------------- | --------------- | -------- | ----------------------------------- | -------------------------- | ----------------------- |
| 2009 |                    |                      | −14,8%          | 15,9%    | 8,8%                                | −6,3%                      | 35,4%                   |
| 2010 | 136,0              | 2983                 | 4,1%            | 9,4%     | 8,1%                                | −5,8%                      | 40,5%                   |
| 2011 | 163,2              | 3590                 | 5,2%            | 8,0%     | 7,9%                                | −2,8%                      | 36,8%                   |
| 2012 | 175,7              | 3873                 | 0,2%            | 0,6%     | 7,5%                                | −4,3%                      | 37,5%                   |
| 2013 | 179,6              | 3969                 | 0,0%            | −0,3%    | 7,3%                                | −4,8%                      | 40,7%                   |
| 2014 | 130,6              | 3054                 | −6,6%           | 12,1%    | 9,3%                                | −4,5%                      | 70,3%                   |
| 2015 | 90,5               | 2124                 | −9,8%           | 48,7%    | 9,1%                                | −1,2%                      | 79,3%                   |
| 2016 | 93,3               | 2200                 | 2,4%            | 13,9%    | 9,5%                                | −2,2%                      | 79,5%                   |
| 2017 | 112,4              | 2655                 | 2,4%            | 14,4%    | 9,7%                                | −2,3%                      | 71,6%                   |
| 2018 | 130,9              | 3118                 | 3,5%            | 10,9%    | 9,0%                                | −2,2%                      | 60,4%                   |
| 2019 | 154,0              | 3690                 | 3,2%            | 7,9%     | 8,5%                                | −2,0%                      | 50,5%                   |
| 2020 | 155,3              | 3741                 | −4,0%           | 2,7%     | 9,2%                                | −6,0%                      | 60,8%                   |

Oekraïne heeft een open economie, de export heeft een waarde van US$ 75 miljard en bestaat voor 60% uit grondstoffen, zoals chemicaliën, landbouwproducten, hout, mineralen en metalen. De belangrijkste zee- en exporthaven is die van Odessa. In enkele oblasten is er wijnbouw, met name op de Krim. Het land is een van de grootste landbouwexporteurs van de wereld, vooral van graan, aardappelen en zonnebloemolie. Rusland was de belangrijkste handelspartner en 30% van de export ging hiernaartoe. Oekraïne importeerde op zijn beurt weer veel aardgas uit Rusland waarmee ongeveer twee derde van zijn gasbehoefte werd gedekt. Het land produceert voldoende steenkool om in de eigen behoefte te voorzien, maar de eigen gasreserves worden niet volledig geëxploiteerd. Oekraïne verdiende in het verleden geld met de doorvoer van Russisch aardgas naar West-Europa, maar deze inkomsten liepen terug door de aanleg van nieuwe pijpleidingen buiten het land om, zoals de Nord Stream pijplijn. Het staatsbedrijf Naftohaz is verantwoordelijk voor de winning van olie en aardgas in het land en ook voor de distributie. Het gasverbruik wordt zwaar gesubsidieerd en de overheid legt hier zo’n 1,5% van het bbp op toe. De lage prijzen leiden tot een hoog verbruik en energieverspilling.
De overheidsbegroting laat al jaren een tekort zien, mede door de gassubsidie. De staatsschuld was met circa 35% van het bbp in 2011 relatief laag en lag ver onder het Europese gemiddelde. Hoewel de schuld door de crisis in 2014 fors opliep, is deze niet problematisch. Corruptie is een probleem, in 2021 staat het land op plaats 122 van 180 in de corruptie-index van Transparency International.
Vanaf 2022 voerde Oekraïne besprekingen met de Amerikaanse vermogensbeheerder BlackRock om, samen met JPMorgan Chase, de wederopbouw van het land te coördineren.   

### Grondstoffen
Volgens de The Washington Post herbergt Oekraïne enkele van de grootste titanium- en ijzerertsreserves ter wereld, velden met onontgonnen lithium en enorme steenkoolvoorraden. Samen zijn ze tientallen triljoenen dollars waard. Een groot deel van de voorraden ligt echter in Oost-Oekraïne, in gebieden die na de Russische invasie van 2022 deels onder Russische controle zijn.

### Energievoorziening
In 2016 produceerde Oekraïne 66 miljoen megaton olie-equivalent (Mtoe). 1 Mtoe = 11,63 terawattuur (TWh). De grootste energiebronnen waren kolen en gas (58%) en kernenergie (32%). De energiebehoefte (TPES, total primary energy supply) van het land was echter 94 Mtoe en het land importeerde aan fossiele brandstof 28 Mtoe meer dan het exporteerde.
Van de energie ging ongeveer 43 Mtoe verloren bij conversie, vooral bij elektriciteitsopwekking uit kolen en uraan. 3 Mtoe werd gebruikt voor niet-energetische producten zoals smeermiddelen, asfalt en petrochemicaliën. Voor eindgebruikers resteerde 49 Mtoe waarvan 10 Mtoe = 120 TWh elektriciteit.
De uitstoot van kooldioxide was 200 megaton, dat is 4,4 ton per persoon, ongeveer gelijk aan het wereldgemiddelde.